# Гейгер, Авраам
Авраа́м Ге́йгер (нем. Abraham Geiger; 24 мая 1810, Франкфурт-на-Майне — 23 октября 1874, Берлин) — немецко-еврейский теолог, раввин, проповедник, издатель, редактор, критик Библии, один из лидеров еврейского реформационного движения XIX века. Отец Людвига Морица Гейгера.

## Биография

### Детство и юность
Авраам Гейгер родился 24 мая 1810 года в городе Франкфурте-на-Майне в небогатой еврейской семье. Уже в детские годы он проявлял необыкновенные способности: в трёхлетнем возрасте читал по-древнееврейски и по-немецки, в шесть лет изучал Талмуд. До восьми лет мальчик обучался в частной школе, имевшей сходство с «хедерой», где, по его заявлению, «целый день занимались пустяками и он мог научиться только скверному». С 8-летнего возраста с ним стали заниматься его отец, Михаил Лазар, и старший брат, Соломон, обладавшие большими богословскими знаниями. Молодого Гейгера обучали исключительно Библии и Талмуду, и лишь впоследствии он уже в рамках самостоятельного обучения познакомился со светскими науками и французским языком. Исключительные способности и обширные талмудические знания четырнадцатилетнего Гейгера обратили на него внимание Ротшильдов, при содействии которых он после смерти своего отца (1823) основательно изучил немецкий и древние языки. Рационалистически настроенный Гейгер уже в молодые годы стал критически относиться к талмудически-раввинскому иудаизму. «Огонь просвещения уничтожил весь этот хлам», — писал он тогда.

### Первые труды

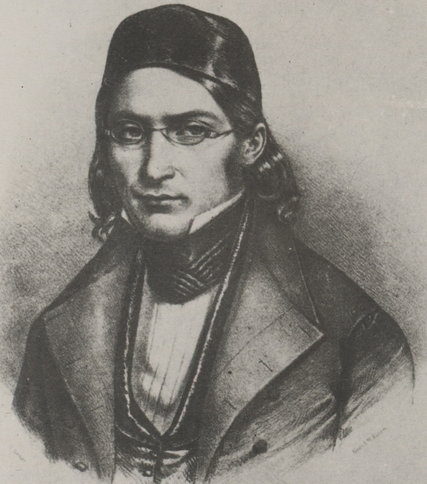
Авраам Гейгер

Отвергнув предложение родных отправиться в вюрцбургский иешибот, Гейгер поселился в 1829 году в Гейдельберге, где начал изучать семитические языки, главным образом арабский и сирийский. Талмудических занятий он не прекращал, ведя их научно-филологическим путём. Переехав в Бонн, Авраам Гейгер закончил свою первую большую научную работу «Was hat Mohammed aus dem Judenthume aufgenommen?», премированную в 1832 году Боннским университетом. Это сочинение, представляющее первое обстоятельное исследование взаимоотношений ислама и иудаизма, обратило на себя внимание специалистов. В том же году он получил место раввина в Висбадене, где существовала незначительная еврейская община.
Желая научно обосновать необходимость реформировать еврейскую религию, Гейгер в 1835 году создал журнал «Wissenschaftliche Zeitschrift für jüdische Theologie», сыгравший видную роль во всестороннем исследовании иудаизма. В первом выпуске журнала он развил свою программу — неясную по формулировке, но вполне определенную по тенденции. Главная цель, которую поставил себе Гейгер — критически осветить иудаизм. Применяя эволюционный метод, автор подчеркнул, что иудаизм является многовековым продуктом человеческого творчества и только «невежды могут верить», будто второстепенное звено в цепи преданий «существует с первых времен мироздания». Хотя Гейгер относился отрицательно к христианству, что удерживало его от некоторых радикальных реформ (например, от отмены обрезания), он ставил его в пример иудаизму, указывая на прогрессивное развитие христианства в научном и культурном отношении. Журнал сразу привлёк внимание. Резкость тона, с которой автор выступил против раввинского иудаизма, вызвала сильное неудовольствие в ортодоксальных кругах. Началась кампания ортодоксии против радикального раввина, так что немецкий общественный и политический деятель Габриэль Риссер счёл нужным энергично протестовать против личных и несправедливых нападок на Гейгера.

### Реформистская и научная деятельность
В это время в Бреславле освободилось место помощника раввина, и влиятельные приверженцы реформы стали добиваться, чтобы вакантный пост занял Гейгер. Однако против этого энергично восстали ортодоксы. Лишь после упорной борьбы Гейгер был утвержден раввином в 1840 году, получив после продолжительных хлопот, при содействии Александра Гумбольдта, натурализацию в Пруссии. Но и после того борьба против Гейгера не прекращалась. Хотя практически предложенные им в общине реформы и были незначительны, он вызвал крайнее неудовольствие своими радикальными взглядами на исторический иудаизм. Ещё в 1836 году он писал Дернбургу, что целью реформационного движения должно быть не только полное устранение Талмуда, но и переоценка отношений к Библии: на неё следует смотреть не как на священную книгу, а лишь как на ценный поэтический памятник старины. Синагога больше не должна относиться к библейским повествованиям как к историческим источникам. «Необходимо покончить с этой ложью». Когда же в сороковых годах среди германского еврейства усилилось реформационное движение, Гейгер сразу занял первенствующее место в радикальном крыле этого движения.

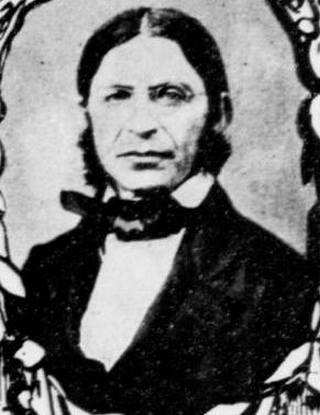
Авраам Гейгер

В 1842 году, когда в Гамбурге возник спор из-за молитвенника реформированной синагоги, Гейгер упрекнул представителей последней в недостаточно проявленном ими радикализме. Он находил, что необходимо исключить все молитвы, в которых выражается надежда на национальное возрождение, равно как уничтожить все, что носит в еврействе национальный характер, потому что евреи более не нация, а религиозная группа. На брауншвейгском и франкфуртском раввинских съездах Гейгер был лидером наиболее радикально настроенных элементов. На франкфуртском съезде он, избранный вторым председателем, играл доминирующую роль. По вопросу о языке при публичном богослужении провёл резолюцию о том, что древнееврейский язык не обязателен: он служит не религиозной, а национальной связью евреев и потому должен быть изъят из синагоги. Гейгер считал желательной не только радикальную реформу талмудически-раввинского иудаизма; согласно его теории, и библейский иудаизм должен подвергнуться, соответственно требованиям времени, если не реформе, то дальнейшему развитию. Он исходил из точки зрения, что галаха, в особенности ранняя, основанная фарисеями, представляет собою прогрессивное развитие иудаизма и разрыв с господствующей традицией. Талмуд, по его мнению, отрицает незыблемость и неизменяемость старины. Современный иудаизм должен развиваться дальше согласно этому принципу. Старое и устаревшее должно быть практически преодолено. Только караимы, полагал он, противились развитию иудаизма; ортодоксальные евреи, противившиеся реформе, назывались им «караимами от Талмуда».
Требуя в теории радикальных реформ, Гейгер на практике не желал, однако, заходить особенно далеко. Получив приглашение переселиться в Берлин в качестве проповедника реформированной общины, он после некоторого колебания отказался, не желая стоять во главе общины, столь резко порвавшей с традиционным иудаизмом. Борьба, которую Аврааму Гейгеру пришлось вести в Бреславле, не отвлекала его от научных занятий. Продолжая вести свой журнал, он в 1840 году выпустил сборник «Mеlo Chofnaim», в котором были опубликованы несколько неизданных произведений средневековой еврейской литературы. В немецкой части книги Гейгер дал обстоятельную биографию врача и писателя Иосифа Соломона дель Медиго. В 1845 году опубликовал задуманную им ещё в Бонне крупную научную работу, «Lehrund Lesebuch der Sprache der Mischna», а через два года издал совместно с Гейльбергом «Nitee neemanim» (сборник впервые опубликованных средневековых рукописей).

#### После «Весны народов»

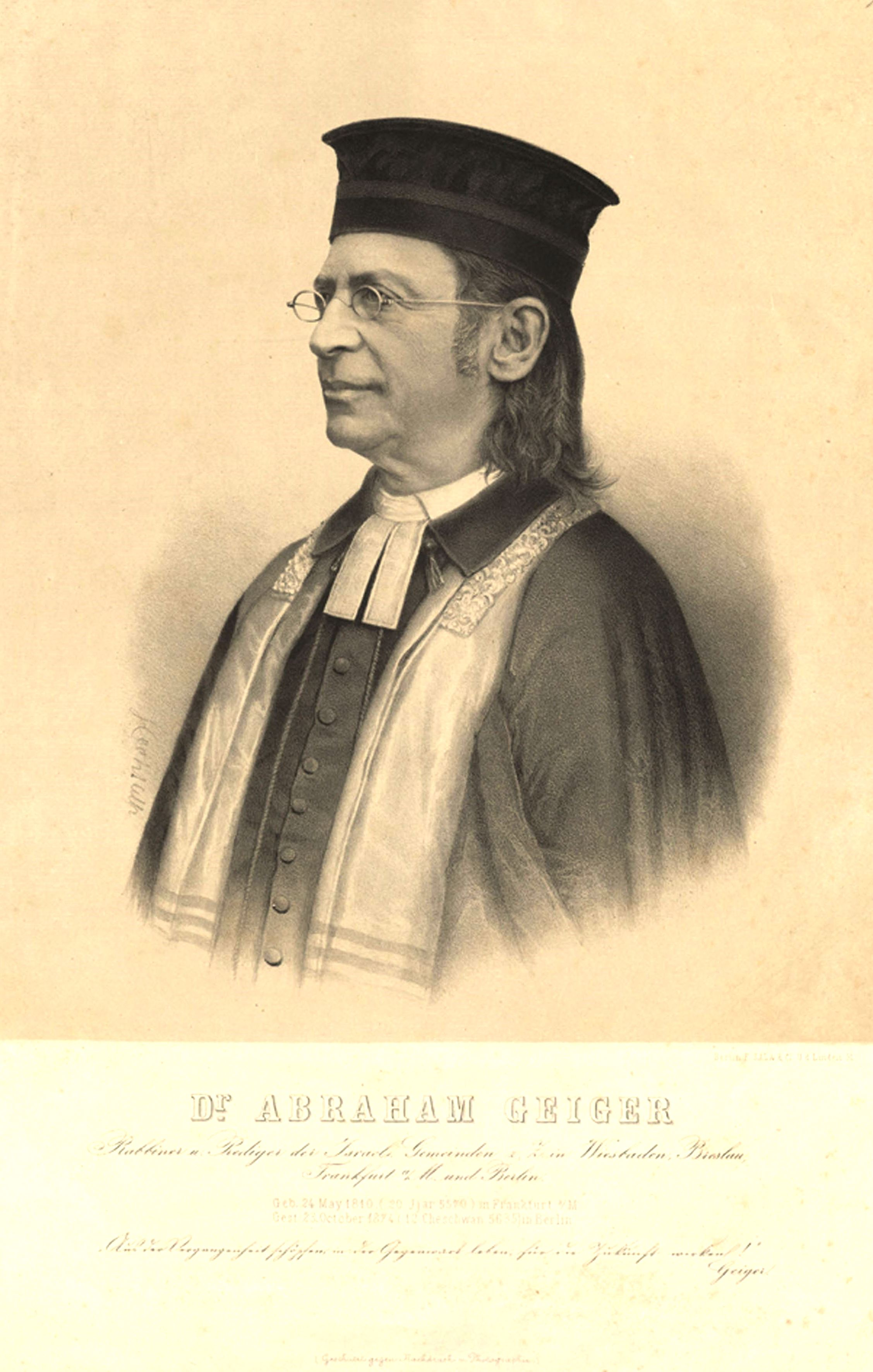
Авраам Гейгер

Политические события 1848 года отодвинули на задний план борьбу за религиозные реформы, и Гейгер всецело отдался научным исследованиям. После ряда монографий о Маймониде (1850), Иехуде Галеви (1851), Исааке Троки, Леоне да Модена (1856), трех Кимхидах (в Ozar Nechmad, Ι—II), средневековой еврейской поэзии (Zizim u Perachim, Jüdische Dichtungen der spanischen Schule, 1856) и двух исследований о видной роли северофранцузской школы, комментаторов в области экзегетики Библии Гейгер в 1857 году издал свой фундаментальный труд — «Urschrift und Uebersetzungen der Bibel in ihrer Abhängigkeit von der inneren Entwickelung des Judenthums», являющийся одним из наиболее заметных произведений по истории развития иудаизма. Не вполне свободная от некоторой тенденциозности, в особенности направленной к оправданию реформы иудаизма в духе Гейгера, книга чрезвычайно богата глубокими и оригинальными мыслями по исследованию еврейской истории и истории религии. Совершенно новым явился его взгляд на борьбу между саддукеями и фарисеями, взгляд, к которому впоследствии присоединилось большинство историков; не менее блестящи анализ развития «галахи», то есть побиблейского иудаизма до завершения Мишны, и выяснение исторической основы и политической окраски обеих Маккавейских книг. Гейгер внёс своей книгой много света в темную до тех пор эпоху еврейской истории, несмотря на то, что он иногда выставляет и сомнительные гипотезы, которые трудно защитить даже с самой свободной критической точки зрения. Появление сочинения вызвало большую сенсацию. В то время даже протестантские теологи не заходили в свободной критике Библии так далеко, как Гейгер. Предположение раввина, что партийная борьба в еврейском народе, сначала между националистами и самарянами (в эпоху Эзры и Нехемии), а затем между духовной аристократией и демократией, отразилась на последней редакции Пятикнижия, казалось слишком еретичным в среде консервативных еврейских учёных и раввинов. Против книги Гейгера выступил с резкой критикой Соломон Иегуда Лейб Рапопорт (появилась после смерти Рапопорта).
В самом Бреславле борьба против Гейгера продолжалась по-прежнему: его практические реформы (отмена второго дня праздников и другие) вызвали резкий отпор со стороны ортодоксов. Он тяготился своим положением в Бреславле; тем не менее, когда берлинская реформированная община предложила ему после смерти Самуила Холдхайма (1860) занять освободившийся пост проповедника, он отказался, заявив в речи над могилой Холдхайма, что не желал бы заходить столь далеко в деле реформы, так как необходима историческая преемственность в развитии иудаизма. В особенности настаивал на сохранении шаббата, вследствие чего отказался принять участие в воскресном богослужении и согласился лишь прочесть проповедь с покрытой головой. Гейгер не мог решиться стать во главе отделившейся общины, так как все реформы иудаизма должны были, по его мнению, исходить от всего еврейства в целом.

#### Во Франкфурте-на-Майне

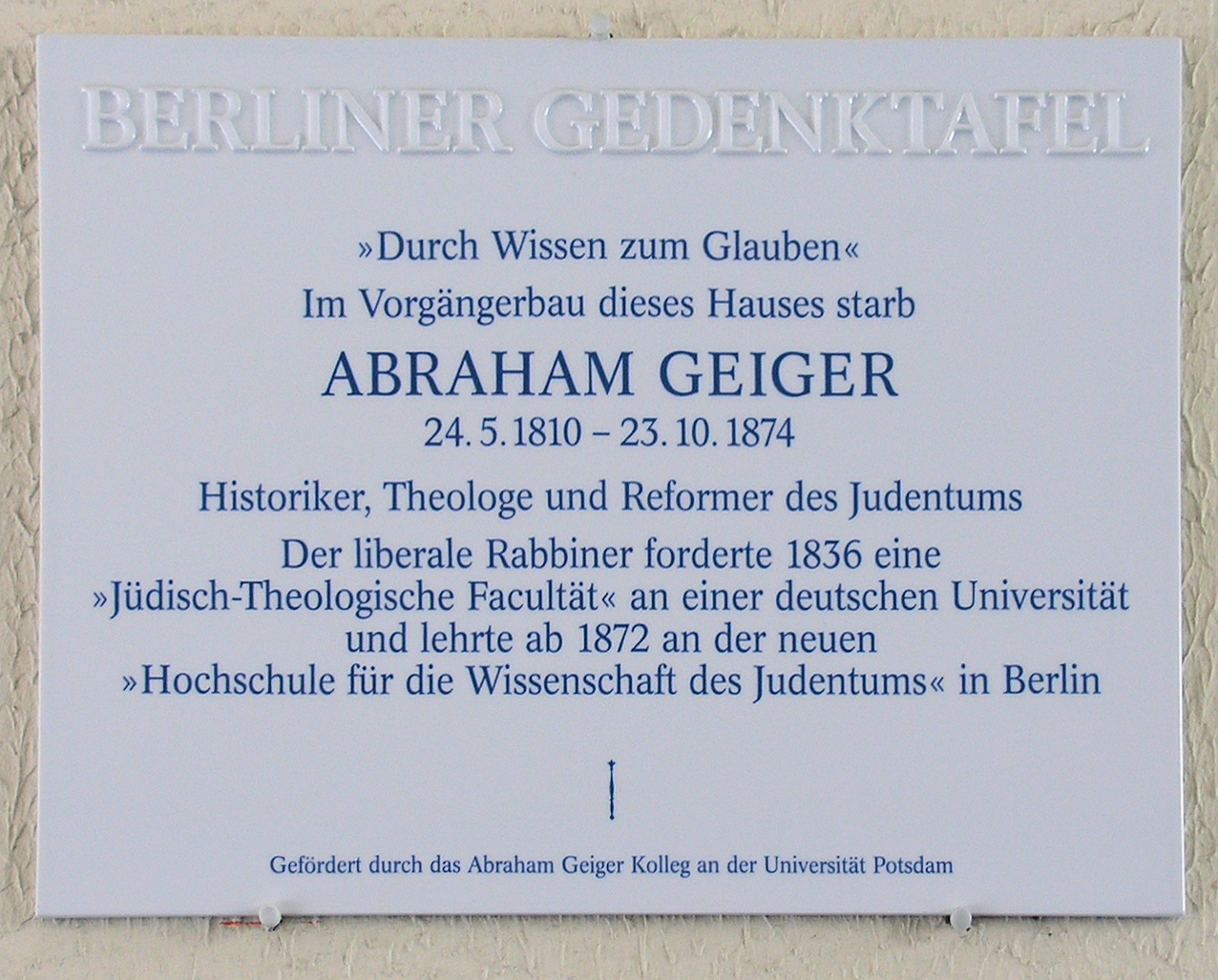
Берлинская мемориальная доска. Авраам Гейгер

Вскоре после этого реформист получил приглашение занять место раввина во Франкфурте-на-Майне, где в то время произошел конфликт между представителями общины и раввином Леопольдом Штейном, приведший к отстранению Штейна от должности. Гейгер, после некоторых колебаний, в 1863 году принял предложение. Во Франкфурте он много работал над дополнениями к своему главному труду, «Urschrift», которые вышли не на немецком, а на древнееврейском языке. Произнесенные проповеди о развитии еврейской истории (впоследствии вышли в 3 томах под заглавием «Das Judenthum und seine Geschichte») содержат много интересного и оригинального по истории эволюции иудаизма. Там Гейгер продолжал издание основанного им незадолго перед отъездом из Бреславля (в 1862 году) трехмесячника «Jüdische Zeitschrift für Wissenschaft und Leben» (выходил до самой кончины Гейгера). В этом журнале появилась в 1862 году рецензия раввина на книгу Мозеса Гесса «Romund Jerusalem», в которой он, оставаясь последовательным реформатором и рационалистом, выступил против «национальной романтики» Гесса, являющейся, по мнению Гейгера, движением реакционным. На нападки Гейгера, которые далеко не удержались на принципиальной высоте, часто переходя на личную почву, Гесс ответил резкой брошюрой, озаглавленной «Brief an Dr. Abraham Geiger» (Кёльн, 1863). Ни один еврейский орган Германии не решился тогда поместить на своих столбцах статью, автор которой усомнился в спасительности искусственных реформ, и Гессу не оставалось ничего другого, как выступить против вождя реформизма в отдельном издании. В этой полемике любопытно то, что Гейгер уже в 1860-х годах выставил против еврейской национальной идеи те же самые аргументы, с которыми впоследствии неоднократно выступали против национального движения не только реформистские раввины, но и люди совершенно других политических и социальных убеждений.

#### В Берлине

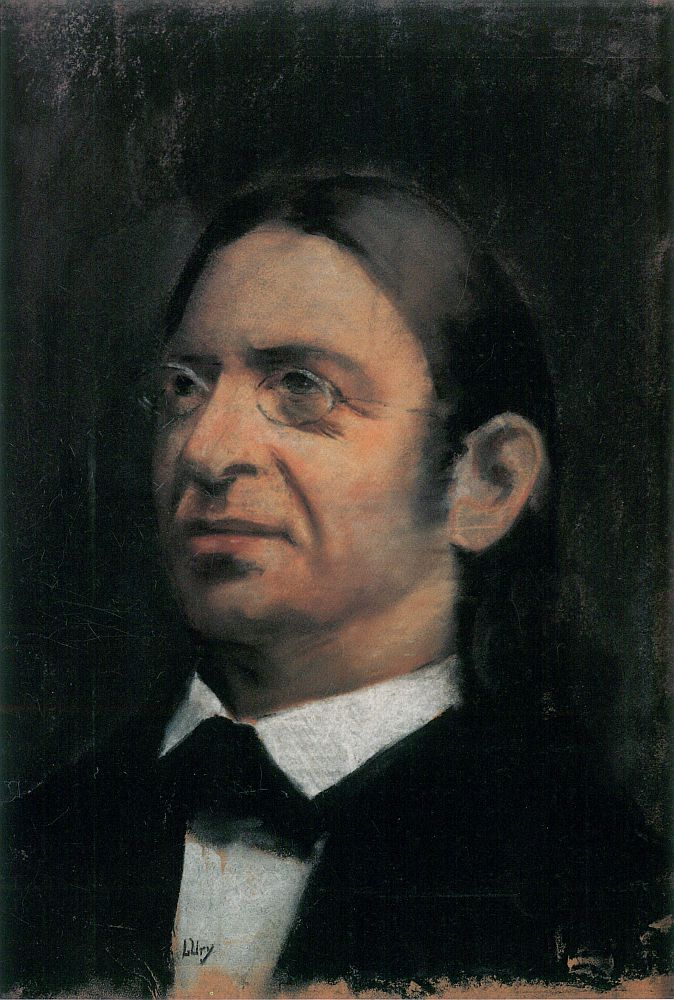
Авраам Гейгер
Портрет кисти Лессера Ури

Из-за расколов в общине Гейгер тяготился своим постом во Франкфурте и с радостью принял сделанное ему на лейпцигском синоде (1869, где он был избран вице-президентом) Морицем Лацарусом предложение стать раввином в Берлине, где его назначение вызвало противодействие со стороны ортодоксов; тем не менее избрание состоялось и Гейгеру было обещано открыть в Берлине в скором времени академию еврейской науки (Hochschule für die Wissenschaft des Judenthums), где он сможет отдаться научно-педагогической деятельности. Лекции, прочитанные Гейгером в основанной в 1872 году академии, впоследствии вышли отдельными изданиями: «Einleitung in das Studium der jüdischen Theologie», «Allgemeine Einleitung in die Wissenschaft des Judenthums», «Einleitung in die biblischen Schriften» и «Pirke Aboth».
В последний период своей деятельности Гейгер, оставаясь в общем верным своим реформаторским стремлениям (на втором синоде в Аугсбурге он снова был избран первым вице-президентом), на практике стал, однако, более умеренным реформатором. Уже в 1860 году он высказался против устранения древнееврейского языка из публичного богослужения, опасаясь, что это может способствовать разрыву между прошедшим и настоящим. В Берлине Гейгер снова ввел празднование второго дня еврейских праздников, отменённого им же в Бреславле. Эти противоречия в деятельности Гейгера не являются чем-то случайным — они весьма характерны для раздвоенной, находившейся в постоянной борьбе с самой собою личности Гейгера. Крайний рационалист, он беспощаден ко всему, что может служить тормозом для свободного проявления человеческого ума. Его сильный, пытливый дух стремился порвать со всеми традициями и верованиями, мешающими свободному научному творчеству и ставящими чувство и эмоциональные факты выше разума. Он отрицательно относился к Талмуду, а порою даже к Библии за то, что их принято считать священными, незыблемыми кодексами и им желают подчинить, как высшему авторитету, человеческую личность и человеческий разум. Но тонкое чутье историка культуры парализует в Гейгере крайний рационализм мыслителя. Он видит в народных традициях и верованиях не проявление «невежества» и «предрассудков», а нечто исторически необходимое, последовательное и закономерное развитие одного основного культурного процесса, в котором каждое последующее звено вытекает из предыдущего, заключая в себе зародыш грядущего. Гейгер не мог гармонически слить в себе в одно целое рационалиста и эволюциониста; отсюда его часто противоречивое отношение к памятникам иудаизма, его разлад между теорией и практикой.

### Смерть
Авраам Гейгер умер 23 октября 1874 года в городе Берлине.